# Le livre sur les quais
Le livre sur les quais est un salon littéraire créé en 2010, qui se déroule chaque année durant le premier week-end de septembre à Morges, en Suisse.

## Historique et organisation
Le livre sur les quais a été fondé en 2010 par Frédéric Rossi (des éditions Infolio), son épouse Sylvie Berti Rossi, Sylviane Friederich (libraire), Vera Michalski (éditrice, groupe Libella), et Pascal Vandenberghe (PDG chez Payot) en s'inspirant du salon le Livre sur la place à Nancy en France. Comme lors de ce dernier, la manifestation est organisée sous tente où les auteurs invités dédicacent leurs livres et conversent dans une atmosphère conviviale avec le public. Des espaces régionaux (la région invitée), linguistiques (écrivains anglophones) ou thématiques (coin jeunesse) sont aussi mis en avant. Une programmation artistique (entretiens, discussions, lectures, projections, ateliers, performances…) est mise en place dans les salles de la ville de Morges ainsi que sur des bateaux de la CGN sur le lac Léman.
Selon les éditions, entre 150 et 300 écrivains et traducteurs sont présents et dédicacent leurs ouvrages, dont la plupart sont des auteurs reconnus.
Selon les propres mots des organisateurs, le festival a atteint son rythme de croisière : la manifestation ne compte pas croître davantage. Mais cela ne l'empêche pas d'innover en proposant de nouveaux concepts et en faisant émerger chaque année de nouvelles orientations de programmation.
En 2020, d’importants changements ont été apportés à la structure de gouvernance et d’organisation. L’Association a ainsi laissé la place à une Fondation de droit privé à but d’utilité publique créée le 24 février 2020, la Fondation « Le livre sur les quais ». Cette dernière a repris les rênes de la manifestation, épaulée par près de 200 bénévoles durant la manifestation.  
En 2020, malgré la crise sanitaire mondiale, la 11e édition du festival a pu être maintenue en changeant sa formule, grâce à la mise en place de mesures sanitaires strictes et à la limitation du public.
En 2021, Le livre sur les quais a accueilli plus de 150 auteurs et autrices dont 12 primo-romanciers.ières qui ont participé à un foisonnant programme de rencontres, dédicaces, croisières et performances musicales. Tout a été mis en œuvre pour assurer l’essentiel de ce qui a fait le succès de la manifestation : la rencontre des autrices et auteurs avec leurs lectrices et lecteurs. 
En 2023, Alix Billen succède à Fanny Meyer à la direction du festival.

## Éditions
|     | Année | Fréquentation | Auteurs | Président d'honneur               | Invité d'honneur                 | Éditeur invité             |
| --- | ----- | ------------- | ------- | --------------------------------- | -------------------------------- | -------------------------- |
| 1re | 2010  | 25 000        | 180     |                                   |                                  |                            |
| 2e  | 2011  | 35 000        | 270     | Jean d'Ormesson                   | les écrivains québécois          | Éditions Jouvence          |
| 3e  | 2012  | 40 000        | 300     | Nancy Huston                      | la communauté Wallonie-Bruxelles | Noir sur Blanc             |
| 4e  | 2013  | 40 000        | 320     | Tatiana de Rosnay                 | la région Rhône-Alpes            | Éditions Belfond           |
| 5e  | 2014  | 40 000        | 300     | Daniel Pennac                     | le canton du Tessin              | Éditions Stock             |
| 6e  | 2015  | 41 000        | 325     | Katherine Pancol                  | La Grèce                         | Christian Bourgois éditeur |
| 7e  | 2016  | 40 000        | 340     | Dany Laferrière                   | Le polar scandinave              | XO éditions                |
| 8e  | 2017  | 40 000        | 280     | Marc Lévy                         | L'Irlande                        | Flammarion                 |
| 9e  | 2018  | 40 000        | 280     | David Foenkinos                   | L'Italie                         | Éditions Grasset           |
| 10e | 2019  | 40 000        | 260     | Amélie Nothomb et Philippe Forest | L'Espagne                        | Gallimard                  |
| 11e | 2020  | 11 000        | 100     | Camille Laurens                   | -                                | Éditions d'en bas          |
| 12e | 2021  | 18 000        | 150     | Javier Cercas                     | Les Pays-Bas                     | Éditions de l'Olivier      |
| 13e | 2022  | 35 000        | 180     | Alain Mabanckou                   | L'Islande                        | La Baconnière              |
| 14e | 2023  | 40 000        | 180     | Marie-Hélène Lafon                | La Roumanie                      | Éditions P.O.L             |

## Auteurs reconnus
- Albertine (2012, 2014, 2015, 2016, 2017, 2019, 2020, 2022)
- Isabelle Alonso (2016, 2017)
- Djaïli Amadou Amal (2020)
- Jean-Baptiste Andrea (2019, 2023)
- Christine Angot (2021)
- Nathacha Appanah (2023)
- Metin Arditi (2012, 2013, 2015, 2016, 2017, 2018, 2019, 2020, 2022, 2023)
- Jean-Philippe Arrou-Vignod (2021)
- Etienne Barilier (2012, 2014, 2015, 2016, 2018, 2021, 2022, 2023)
- Frédéric Beigbeder (2021)
- John Boyne (2013, 2016, 2017, 2021)
- Michel Bussi (2016, 2017)
- Arno Camenisch (2012, 2021)
- Alex Capus (2012, 2017, 2019)
- Isabelle Carré (2018, 2020)
- Javier Cercas (2021)
- Joëlle Chautems (2012, 2022, 2023)
- Jonathan Coe (2015, 2020, 2023)
- Jean-Pierre Coffe (2013)
- André Comte-Sponville (2015, 2020, 2021)
- Anne Cuneo (2012, 2013, 2014)
- Marie Darrieussecq (2023)
- Agnès Desarthe (2021)
- Joël Dicker (2012, 2018)
- Fatou Diome (2019)
- Elisa Shua Dusapin (2016, 2018, 2020, 2023)
- Mathias Enard (2015, 2023)
- Raphaël Enthoven (2019)
- Luc Ferry (2012, 2013, 2014)
- Thomas Fersen (2023)
- Nicolas Feuz (2015, 2016, 2017, 2018, 2019, 2020, 2021, 2022, 2023)
- David Foenkinos (2012, 2014, 2018)
- Philippe Forest (2013, 2016, 2019)
- Amitav Ghosh (2021)
- Paula Hawkins (2016)
- Blaise Hofmann (2015, 2016, 2018, 2020, 2021, 2023)
- Nancy Huston (2012, 2015)
- Gouzel Iakhina (2017, 2023)
- Alexandre Jollien (2012, 2017, 2018, 2022)
- Serge Joncour (2012, 2014, 2016, 2017, 2018, 2020, 2023)
- Josée Kamoun (2020)
- Han Kang (2023)
- Douglas Kennedy (2012, 2013, 2014, 2017, 2019)
- Yasmina Khadra (2015, 2016, 2018, 2020)
- Etienne Klein (2023)
- Andreï Kourkov (2012, 2013, 2016, 2023)
- Pascale Kramer (2013, 2016, 2017, 2018)
- Marie Laberge (2014, 2016, 2018, 2023)
- Dany Laferrière (2016, 2018)
- Marie-Hélène Lafon (2016, 2023)
- Camille Laurens (2020)
- Michel Le Bris (2017)
- Frédéric Lenoir (2012, 2013, 2015, 2018)
- Marc Levy (2012, 2017)
- Alain Mabanckou (2012, 2013, 2015, 2016, 2018, 2022)
- André Manoukian (2021, 2022)
- Colum McCann (2013)
- Fabrice Midal (2015, 2018, 2020, 2022)
- Anne Nivat (2013, 2015, 2017, 2018, 2022)
- Amélie Nothomb (2013, 2017, 2019, 2021, 2023)
- Christine Ockrent (2023)
- Michel Onfray (2013)
- Jean d'Ormesson (2011, 2014)
- Leonardo Padura (2021)
- Katherine Pancol (2014, 2015, 2023)
- Daniel Pennac (2014)
- Michelle Perrot (2023)
- Christine Pompéï (2016, 2017, 2018, 2019, 2020, 2021, 2022, 2023)
- Pierre Rabhi (2015)
- Eric Reinhardt (2023)
- Noëlle Revaz (2014, 2017)
- Matthieu Ricard (2015)
- Tatiana de Rosnay (2013, 2015)
- Éric-Emmanuel Schmitt (2013, 2015, 2016, 2017, 2018, 2021)
- Leïla Slimani (2021)
- Peter Stamm (2012, 2014, 2016, 2018, 2023)
- Martin Suter (2012, 2015, 2017)
- Bernard Werber (2015, 2017, 2018, 2021)
- Jo Witek (2012, 2014, 2016, 2018, 2023)
- Jean Ziegler (2012, 2013, 2014, 2015, 2016, 2017, 2018, 2019, 2020)